# 열곡

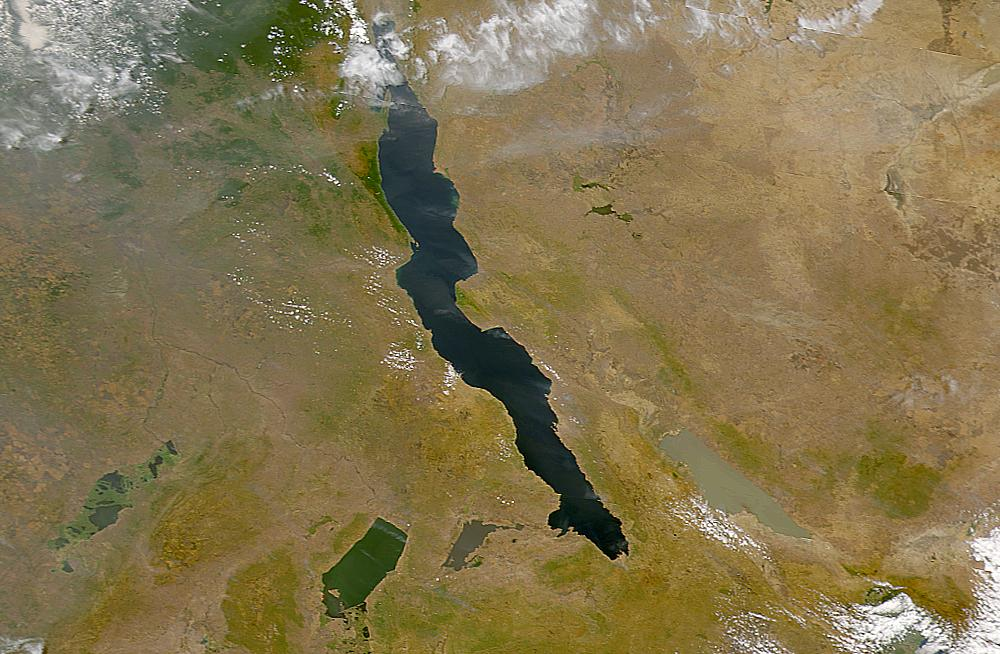
동아프리카 지구대. 왼쪽에서 오른쪽으로: 우펨바호, 므웨루호, 탕가니카호 (가장 큼), 루크와호.

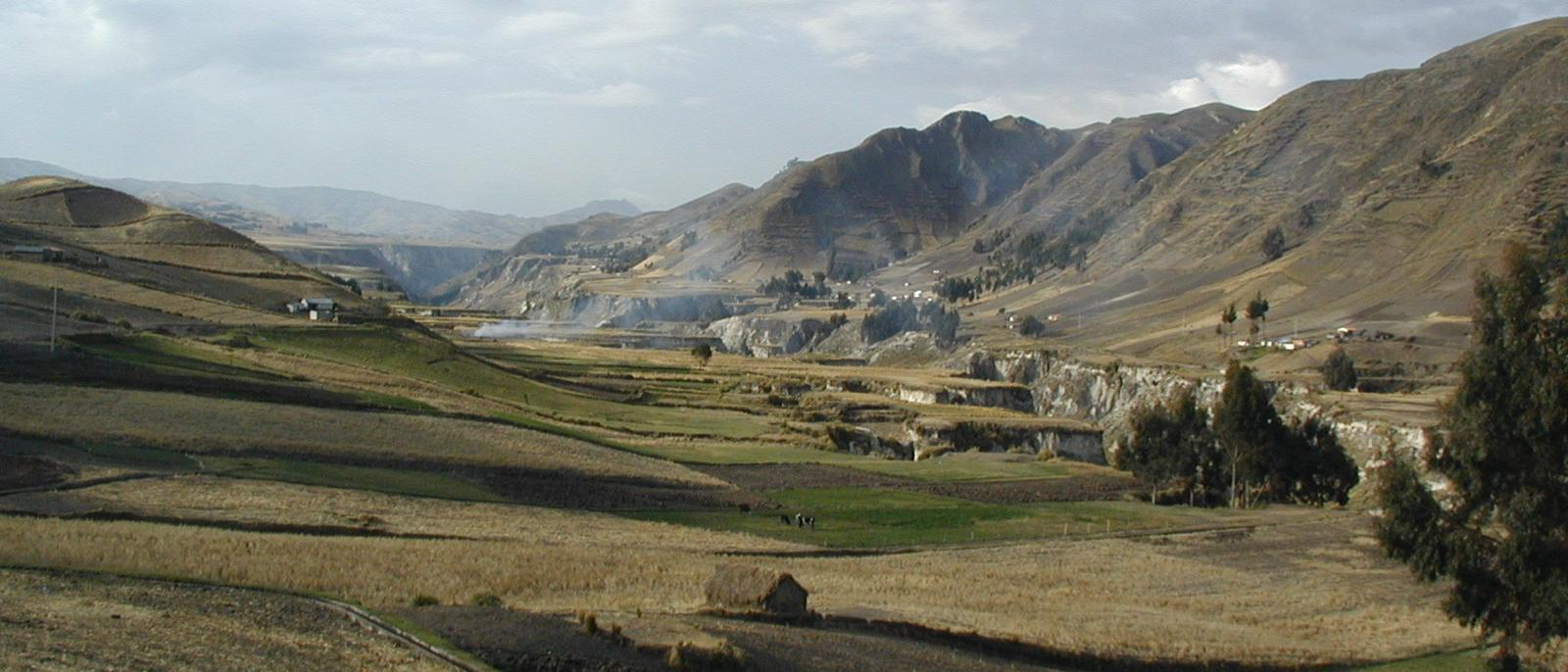
에콰도르 킬로토아 근처의 열곡.

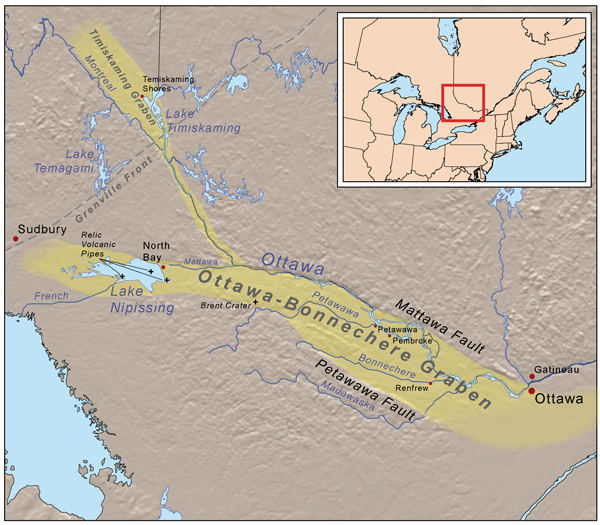
오타와-보네체르 지구

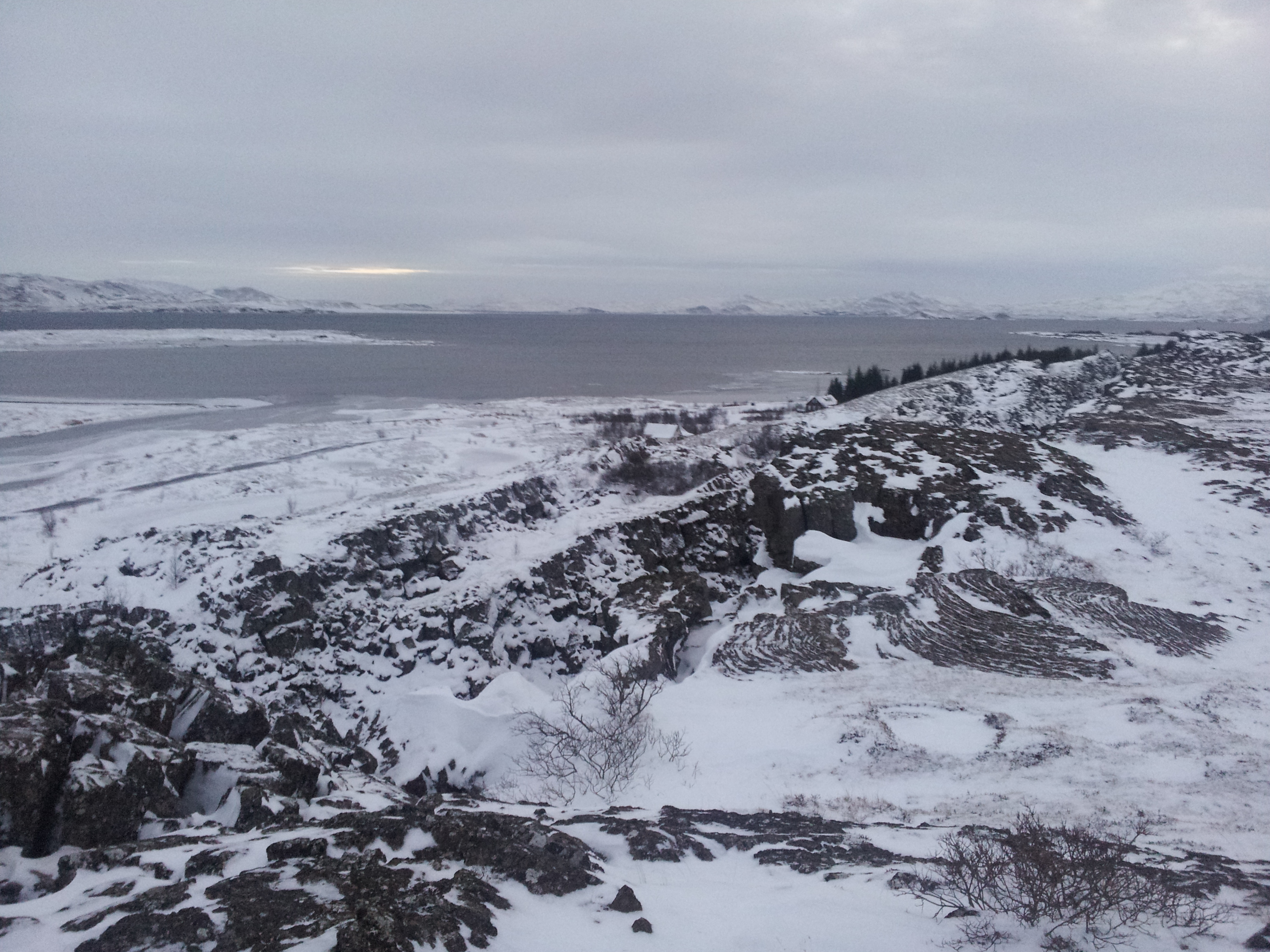
싱그발라바튼

열곡(裂谷)은 열개지의 작용으로 인해 여러 산지 또는 산맥 사이에 형성된 선형의 저지대이다. 열곡은 확장 구조 운동으로 인해 암석권이 잡아당겨져 벌어지면서 형성된다. 이 선형의 함몰부는 이후 침식력에 의해 더 깊어질 수 있다. 일반적으로 열곡은 열곡 측면과 주변 지역에서 유래한 퇴적물로 채워지는 경향이 있다. 많은 경우 열곡호가 형성된다. 이 과정의 가장 잘 알려진 사례 중 하나는 동아프리카 지구대이다. 지구에서 열곡은 해저에서부터 대륙 지각이나 해양 지각의 고원 및 산맥에 이르기까지 모든 고도에서 발생할 수 있다. 이들은 종종 인접한 여러 보조 또는 광범위한 계곡과 관련되어 있으며, 이들은 일반적으로 지질학적으로 주요 열곡의 일부로 간주된다.

## 지구의 열곡
가장 광범위한 열곡은 해령 시스템의 정상부를 따라 위치하며 해저 확장의 결과이다. 이 유형의 열곡의 예로는 대서양 중앙 해령과 동태평양 해팽이 있다.
기존의 많은 대륙 열곡은 삼중합점의 실패한 팔(아울라코젠)의 결과이지만, 현재 활동 중인 동아프리카 지구대, 리오그란데 열곡, 바이칼 지구대의 세 가지와 잠재적으로 활동 중인 네 번째 서남극 열곡계도 존재한다. 이 경우 지각뿐만 아니라 전체 판이 부서져 새로운 판을 형성하는 과정에 있다. 계속된다면 대륙 열곡은 결국 해양 열곡이 될 것이다.
다른 열곡은 수평 이동(주향 이동) 단층의 굴곡 또는 불연속성의 결과이다. 이러한 굴곡 또는 불연속성이 단층을 따라 상대적인 이동과 같은 방향일 때 확장이 발생한다. 예를 들어, 우수향 단층의 경우 오른쪽으로의 굴곡은 불규칙성 영역에서 신장과 그에 따른 침강을 초래한다. 오늘날 많은 지질학자들의 견해에 따르면, 사해는 좌수향으로 이동하는 사해 변환단층의 좌향 불연속성으로 인한 열곡 내에 위치한다. 단층이 두 가닥으로 나뉘거나 두 단층이 서로 가깝게 평행하게 이동할 때, 그들 운동의 차이로 인해 그들 사이에서도 지각 확장이 발생할 수 있다. 두 가지 유형의 단층으로 인한 확장은 일반적으로 작은 규모로 발생하여 사가 연못이나 산사태와 같은 특징을 생성한다.

### 열곡호
세계에서 가장 큰 호수 중 상당수가 열곡에 위치하고 있다. 시베리아에 있는 세계유산인 바이칼호는 활동 중인 열곡에 위치한다. 바이칼호는 세계에서 가장 깊은 호수이자 지구상의 모든 액체 민물의 20%를 차지하는 가장 큰 부피를 가지고 있다. 두 가지 측정치 모두에서 두 번째로 큰 탕가니카호는 활동 중인 동아프리카 지구대의 서쪽 팔인 알베르틴 열곡에 있다. 북아메리카의 슈피리어호는 면적 기준으로 가장 큰 민물호수이며, 고대의 휴면 중인 미드컨티넨트 열곡에 위치한다. 가장 큰 빙저호인 보스토크호 또한 고대 열곡에 위치할 수 있다. 캐나다 온타리오주와 퀘벡주의 니피싱호와 티미스카밍호는 오타와-보네체르 지구라고 불리는 열곡 내에 있다. 아이슬란드의 가장 큰 자연 호수인 싱그발라바튼도 열곡호의 예이다.

## 외계 열곡
열곡은 다른 지구형 행성 및 자연 위성에서도 발생하는 것으로 알려져 있다. 화성의 4,000km 길이의 매리너 계곡은 행성 지질학자들이 큰 열곡 시스템으로 보고 있다. 금성의 일부 지형, 특히 4,000km 길이의 데바나 차스마와 서부 아인스틀라의 일부, 그리고 아마도 알타와 벨 레기오도 일부 행성 지질학자들에 의해 열곡으로 해석되었다. 일부 자연 위성 또한 눈에 띄는 열곡을 가지고 있다. 토성계의 테티스에 있는 2,000km 길이의 이타카 계곡이 대표적인 예이다. 카론의 노스트로모 계곡은 명왕성계에서 처음으로 확인된 것이지만, 카론에서 관찰된 최대 950km 폭의 큰 협곡 또한 일부에 의해 거대한 열곡으로 잠정적으로 해석되었으며, 비슷한 지형이 명왕성에서도 확인되었다. 최근 연구에 따르면 라이타 계곡과 알페스 계곡을 포함한 고대 달 열곡 시스템이 복잡하게 존재한다고 한다. 천왕성계에도 눈에 띄는 예가 있는데, 큰 '차스마'는 거대한 열곡 시스템으로 여겨지며, 특히 티타니아의 1492km 길이 메시나 계곡, 아리엘의 622km 카치나 계곡, 미란다의 베로나 절벽, 오베론의 몸무르 계곡 등이 있다.